# Miquel Mir
Pour les articles homonymes, voir Mir.
Miquel Mir Genes, né le 24 mars 1956 à Sant Adrià de Besòs (Catalogne, Espagne), est un footballeur espagnol.

## Biographie

### Clubs
Miquel Mir joue deux saisons au FC Barcelone (1975-1977). Il débute le 23 novembre 1975 face au Betis. 
Il joue ensuite une saison au Racing de Santander (1978-1979).

### Équipe nationale
Miquel Mir fait partie de la sélection olympique de 1976. Lors du tournoi olympique, il joue un match contre le Brésil.